# ワン・オブ・ア・カインド (デイヴ・グルーシンのアルバム)
『ワン・オブ・ア・カインド』（One of a Kind）は、アメリカ合衆国のジャズ・ピアニスト、デイヴ・グルーシンが1977年に発表したスタジオ・アルバム。

## 解説
オリジナルLPはポリドール・レコードから発売されたが、契約上の理由で1年にも満たないうちに廃盤となった。なお、日本初回盤LPには、『ジェントル・サウンド』という独自の邦題が付いていた。その後GRPレコード（グルーシンとラリー・ローゼンが共同で創設したレーベル）が本作の権利をポリドールから買い戻すが、しばらくはグルーシンの新作のリリースが優先され、本作は『ナイト・ラインズ』（1984年）の制作後に再発された。
オリジナルLPは『ビルボード』のジャズ・アルバム・チャートで11位を記録し、GRPからの再発盤は、1985年にオリジナル発売時を上回る6位に達した。スコット・ヤナウはオールミュージックにおいて5点満点中3点を付け「おおむね雰囲気物の音楽で、些か映画的でもある」「楽しめるが、それほど硬派ではない」と評している。
収録曲「カタヴェント」は、1978年より日本のラジオ番組『鶴瓶・新野のぬかるみの世界』のテーマ曲に使用された。

## 収録曲
下記の曲順はGRPレコードからの再発盤に準拠。オリジナルLPでは4. 5.がA面、1. 2. 3.がB面に収録されていた。
1. モダージ - "Modaji" (Dave Grusin) - 7:38
2. ハート・イズ・ア・ロンリー・ハンター - "The Heart Is a Lonely Hunter" (D. Grusin, Peggy Lee) - 6:11
3. カタヴェント - "Catavento" (Milton Nascimento) - 4:05
4. モンタージュ - "Montage" (D. Grusin) - 9:22
5. プレイイーラ - "Playera" (Enrique Granados) - 8:44

## 参加ミュージシャン
- デイヴ・グルーシン - ピアノ、ローズ・ピアノ、シンセサイザー、パーカッション
- グローヴァー・ワシントン・ジュニア - ソプラノ・サクソフォーン(on "Modaji", "Playera")
- デイヴ・ヴァレンティン - フルート(on "Catavento", "Montage")
- フランシスコ・センテーノ - エレクトリックベース(on "Modaji", "Catavento", "Montage")
- アンソニー・ジャクソン - エレクトリックベース(on "Montage")
- ロン・カーター - アコースティックベース(on "The Heart Is a Lonely Hunter", "Playera")
- スティーヴ・ガッド - ドラムス("The Heart Is a Lonely Hunter"を除く全曲)
- ラルフ・マクドナルド - パーカッション(on "Modaji", "Catavento", "Montage")
- ラリー・ローゼン - トライアングル(on "Montage")
- ドン・エリオット - メロフォン、バッキング・ボーカル(on "Modaji")
- ジーン・ビアンコ - ストリングス指揮
- ポール・ガーシュマン - コンサートマスター
- ノエル・ポインター、レジス・イアンディオリオ、ルイス・エレイ、セイモア・バラブ、マーヴィン・モーゲンスターン、ラルフ・オックスマン、レイモンド・クニキ、マックス・ホーランダー、ピーター・ディミトリアディス、セオドア・イスラエル、リチャード・マキシモフ、ポール・ウィンター、デヴィッド・デイヴィス - ストリングス・セクション